# 忘られぬ死
『忘られぬ死』（わすられぬし、原題：Sparkling Cyanide、米国版タイトル：Remembered Death）は、1945年にイギリスの小説家アガサ・クリスティが発表した長編推理小説。
本作は、エルキュール・ポアロシリーズの短編「黄色いアイリス」を基に長編化した作品である。ただし、ポアロは登場せず、代わりにレイス大佐が登場する。レイス大佐の登場作品としては、『茶色の服の男』と、エルキュール・ポアロシリーズの『ひらいたトランプ』『ナイルに死す』に続いて、4番目にして最後の作品である。
本作はアメリカ合衆国において"Remembered Death"という題名で1945年2月にドッド・ミード・アンド・カンパニーから出版されたのち、イギリスにおいてコリンズ・クライム・クラブから"Sparkling Cyanide"という題名で出版された。

## あらすじ
6人の人間が、1年前に死んだ美しいローズマリーのことを考えていた。ローズマリーはロンドンにある高級レストラン「ルクセンブルク」で催された彼女の誕生パーティーで、青酸が入ったシャンペンを飲んで死亡した。ローズマリーは数日前から罹っていたインフルエンザの後の鬱状態でひどく気分が塞いでいたことや、ローズマリー以外に彼女のシャンペンに毒を混入することは不可能であったこと、彼女のバッグの中から青酸を包んでいた紙が発見されたことから、彼女の死は自殺として処理された。
ローズマリーの莫大な遺産は、6歳年下の妹で当時17歳のアイリス・マールが21歳になるか結婚すると受け継がれることになった。ところがアイリスは、6ヵ月前にローズマリーが「豹（レパード）」と呼ぶ恋人宛の書きかけのラブレターを見つけてしまう。その頃、ローズマリーの夫のジョージ・バートンは、ローズマリーは殺されたのだという匿名の手紙を受け取っていた。それ以来、ジョージは彼女の死に疑惑を抱いていた。
ジョージの献身的で有能な秘書ルース・レシングは、ローズマリーの死の6日前、ローズマリーとアイリスの伯母ルシーラ・ドレイクの息子でろくでなしの悪党ヴィクターを、ブエノスアイレスへやっかい払いするために乗船券と100ポンドを渡しにゆき、そこでローズマリーがいなかったらジョージはルースと結婚したはずだと吹き込まれ、自身もそう思い、ローズマリーへの憎しみが生まれる。
ローズマリーの友人のアンソニー・ブラウンは、秘密にしていた「トニー・モレリ」という本名をローズマリーに知られてしまっていた。彼女の従兄のヴィクター・ドレイクとアンソニーは刑務所での知り合いで、彼女はヴィクターから聞いたという。アンソニーは彼女に、ひどい殺され方をしたくなければトニー・モレリのことは忘れるよう警告するが、彼女の口の軽さも知っていた。
ローズマリーの恋人は、野心家の政治家、スティーヴン・ファラデーだった。ローズマリーはスティーヴンとの結婚を望み、ジョージにすべてを打ち明けるとスティーヴンに告げていた。そうなると、イギリスで最も勢力のあるキダミンスター家から得た妻も、キダミンスター家の後ろ盾も失ってしまうことになるスティーヴンは、窮地に追い込まれていた。一方、スティーヴンの妻アレクサンドラは、夫とローズマリーの関係に気付いていたが、愛する夫を失いたくないことから素知らぬふりをしていた。しかし、心の中はローズマリーへの憎悪に満ちあふれていた。
ジョージは、ローズマリーの死から1年後、彼女が死んだときと同じメンバーを集めてアイリスの18歳の誕生祝いのパーティーを催すことにした。ジョージはもと諜報部所属で友人のレイス大佐に、犯人をわなにかける計画をしていることを打ち明け、レイスの同席を求めるが、レイスは断るとともに無鉄砲な計画はやめるように忠告する。しかし、ジョージは忠告を聞かなかった。
そして万霊節の夜、「ルクセンブルク」でのアイリスの誕生祝いのパーティーで彼女のために乾杯した後、6人が揃ってダンスのためにテーブルを離れ、ダンスから戻った一同は再びグラスを取りローズマリーの思い出のために乾杯するが、直後にジョージが倒れてそのまま死んでしまう。青酸による中毒死だった。しかし、捜査の結果、複数の証言から最初の乾杯の後、誰にもジョージのグラスに毒を入れる機会がないことが判明した。
レイスは捜査担当者であるロンドン警視庁のケンプ主任警部に協力して、謎の解明に取り組む。

## 登場人物
ローズマリー・バートン
富豪の女性。
ジョージ
ローズマリーの夫。
アイリス・マール
ローズマリーの妹。
ルシーラ・ドレイク
ローズマリーとアイリスの伯母。
ヴィクター
ルシーラの息子。ろくでなしの悪党。
ルース・レシング
ジョージの秘書。
スティーヴン・ファラデー
下院議員。
アレクサンドラ
スティーヴンの妻。イギリスで最も勢力のあるキダミンスター一族の出身。
アンソニー・ブラウン
ローズマリーの友人。本名は「トニー・モレリ」。
ベティ・アーチデイル
メイド。
ジョニー・レイス
大佐。もと陸軍情報部員。
ケンプ
ロンドン警視庁主任警部。

## 作品の評価
- 結城信孝は、「アガサ・クリスティー〈黄金の12〉」を発表年代順に選定する中、ベスト1だけは本作が不動の位置を占めるとし、『忘られぬ死』&クリスティー・11という構成であると説明している[4]。

## テレビドラマ
『スキャンダル殺人事件』（アメリカ、1983年）
- 現代のカリフォルニアを舞台にしている。
- 監督：ロバート・M・ルイス
- 脚本：ロバート・M・ヤング、スティーヴン・ハンフリー、スー・グラフトン
- 出演：デボラ・ラフィン、アンソニー・アンドリュース、ハリー・モーガン、パメラ・ベルウッド、ナンシー・マーチャンド、ジョセフ・ソマー、クリスティーン・ベルフォード

『忘られぬ死』（イギリス、2003年) 
- 現代のサッカー・マネージャーの妻が死亡するという設定になっている。
- 監督：トリストラム・パウエル
- 脚本：ローラ・ラムソン
- 出演：ポーリーン・コリンズ、オリヴァー・フォード・デイヴィス、ケネス・クラナム、ジョナサン・ファース、スーザン・ハンプシャー、クレア・ホルマン、ジェームズ・ウィルビー、リア・ウィリアムズ、レイチェル・シェリー、クロエ・ハウマン

アガサ・クリスティーの謎解きゲーム『忘られぬ死』
シリーズ2 エピソード2  フランス2013年放送
主な登場人物が映画産業の関係者であるという設定になっているが、事件やトリック、真犯人などは概ね原作に沿っている。
- スワン・ロランス: サミュエル・ラバルト - 警視
- アリス・アヴリル: ブランディーヌ･ベラヴォア - 記者
- マルレーヌ・ルロワ: エロディ･フランク - ロランスの秘書
- エルビール・モレンコバ: エロディ・ナヴァール - 被害者の女優
- ジョルジュ・リロイ: ジャン＝フィリップ・エコフェ - エルビールの夫
- ダニエル・ハートマン: アントワン・オッペンハイム - 映画監督
- クロード・ケリガン: クロード・ペロン - 脚本家、ハートマンの妻
- ヴィクトール・ルブラン: ルイス・イナシオ - エルビールの従兄弟、窃盗・横領の常習犯
- ヴィオレット: ヴァレンティン・アラキ - リロイの秘書

## 漫画
「追憶のローズマリー」（2006年）
- アガサ・クリスティ原作、榛野なな恵作画『チムニーズ館の秘密』（クイーンズコミックス）に収録。